# Diplazium subtripinnatum
Diplazium subtripinnatum är en majbräkenväxtart som beskrevs av Takenoshin Nakai.
Diplazium subtripinnatum ingår i släktet Diplazium och familjen Athyriaceae. Inga underarter finns listade i Catalogue of Life.